# Eugène Gigout
Eugène Gigout, född 23 mars 1844 i Nancy, död 9 december 1925 i Paris, var en fransk tonsättare och organist. Mest berömt av alla hans orgelstycken är Toccata h-moll.

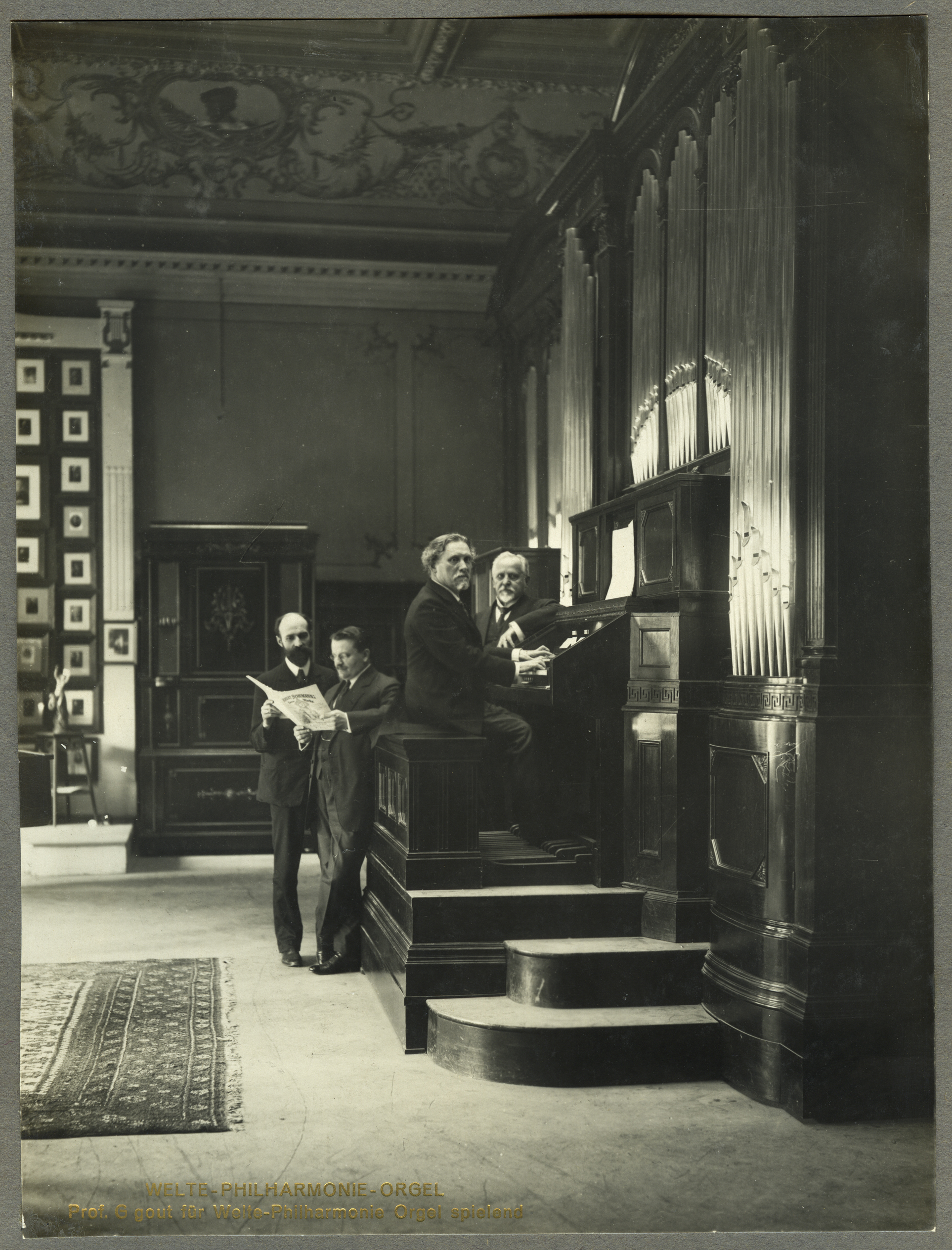
Eugène Gigout vid en inspelning 1912.